# Ibrampura, Siruguppa
Ibrampura là một làng thuộc tehsil Siruguppa, huyện Bellary, bang Karnataka, Ấn Độ.